# Древнегреческая трагедия
Древнегреческая трагедия — древнейшая из известных форм трагедии.
Происходит от ритуальных действ в честь Диониса. Участники этих действ надевали на себя маски с козлиными бородами и рогами, изображая спутников Диониса — сатиров. Ритуальные представления происходили во время Великих и Малых Дионисий (празднеств в честь Диониса).
Песни в честь Диониса именовались в Греции дифирамбами. Дифирамб, как указывает Аристотель, является основой греческой трагедии, которая сохранила на первых порах все черты мифа о Дионисе. Последний постепенно вытеснялся другими мифами о богах и героях — могущественных людях, правителях — по мере культурного роста древнего грека и его общественного сознания.
От мимических дифирамбов, повествующих о страданиях Диониса, постепенно перешли к показу их в действии. Первыми драматургами считаются Феспис (современник Писистрата), Фриних, Херил. Они ввели актёра (второго и третьего ввели затем Эсхил и Софокл). Авторы же исполняли главные роли (крупным актёром был Эсхил, выступал как актёр и Софокл), сами писали музыку для трагедий, руководили танцами.
Три крупнейших трагика Греции — Эсхил, Софокл и Еврипид — последовательно отображали в своих трагедиях психоидеологию землевладельческой аристократии и торгового капитала на различных этапах их развития. Основной мотив трагедии Эсхила — идея всемогущества рока и обречённость борьбы с ним. Общественный порядок мыслился определённым сверхчеловеческими силами, установленным раз и навсегда. Поколебать его не могут даже взбунтовавшиеся титаны (трагедия «Прикованный Прометей»).
Эти взгляды выражали охранительные тенденции господствующего класса — аристократии, идеология которой определялась сознанием необходимости беспрекословного подчинения данному общественному порядку. Трагедии Софокла отображают эпоху победоносной войны греков с персами, открывшей большие возможности для торгового капитала.
В связи с этим авторитет аристократии в стране колеблется, и это соответственно сказывается на произведениях Софокла. В центре его трагедий стоит конфликт между родовой традицией и государственным авторитетом. Софокл считал возможным примирение социальных противоречий — компромисс между торговой верхушкой и аристократией.
Драматическое действие Еврипид мотивирует реальными свойствами человеческой психики. Величавых, но душевно упрощённых героев Эсхила и Софокла сменяют в произведениях младшего трагика если и более прозаичные, то усложнённые характеры. Софокл так отзывался об Еврипиде: «Я изображал людей такими, какими они должны быть; Еврипид же их изображает такими, каковы они в действительности».
Ко времени греко-персидских войн вошло в обычай ставить в праздник дионисий три трагедии (трилогия), развивающие один сюжет, и одну сатировскую драму, в весёлом насмешливом тоне повторяющую сюжет трагедий, с танцами-пантомимами. От этого трилогического принципа отступил уже Софокл. Правда, на драматических состязаниях и он выступал с тремя трагедиями, но каждая из них имела свой собственный сюжет. Трагедия Софокла признается канонической формой греческой трагедии. Он впервые вводит перипетию. Он замедляет стремительность действия, характеризующую трагедию его предшественника Эсхила.
Действие у Софокла как бы нарастает, приближаясь к катастрофе, за которой ещё следует развязка. Этому способствовало введение им третьего актёра. Классическое строение трагедии (установившееся у Софокла) таково. 

### Классическое строение трагедии
Трагедия начинается с (декламационного) пролога, за ним следует выход хора с песней (парод), затем — эписодии (эпизоды), которые прерываются песнями хора (стасимами), последняя часть — заключительный стасим (как правило, решённый в жанре коммоса) и уход актёров и хора — эксод. Хоровые песни делили трагедию таким образом на части, которые в современной драме называются актами. Число частей варьировалось даже у одного и того же автора.
Хор (во времена Эсхила 12 человек, позже 15) в течение всего представления не покидал своего места, поскольку постоянно вмешивался в действие: он содействовал автору в выяснении смысла трагедии, раскрывал душевные переживания его героев, давал оценку их поступков с точки зрения господствующей морали. Присутствие хора, а также отсутствие декораций в театре лишало возможности переносить действие с одного места на другое. Надо прибавить ещё отсутствие у греческого театра возможности изобразить смену дня и ночи — состояние техники не позволяло пользоваться световыми эффектами.
Отсюда происходят три единства греческой трагедии: места, действия и времени (действие могло совершаться лишь от восхода до захода солнца), которые должны были усилить иллюзию реальности действия. Единство времени и места в значительной мере ограничивало характерное для эволюции рода развитие драматических элементов за счёт эпических. О ряде необходимых в драме событий, изображение которых нарушило бы единства, можно было лишь сообщать зрителю. О происходившем вне сцены рассказывали так называемые «вестники».
Еврипид вносит в трагедию интригу, которую он однако разрешает искусственно, большей частью с помощью особого приёма — deus ex machina. К этому времени развилась уже более или менее театральная машинерия. Роль хора у него постепенно сводится лишь к музыкальному сопровождению представления.
На греческую трагедию большое влияние оказал гомеровский эпос. Трагики заимствовали из него очень много сказаний. Действующие лица часто употребляли выражения, заимствованные из «Илиады».  Для диалогов и песен хора драматурги (они же мелурги, т.к. стихи и музыку писал один и тот же человек - автор трагедии) пользовались трёхстопным ямбом как формой, близкой к живой речи (о различиях диалектов в отдельных частях трагедии см. древнегреческий язык).
В эллинистические времена трагедия следует традициям Еврипида. Традиции древнегреческой трагедии подхватывают драматурги Древнего Рима.
Произведения в традициях древнегреческой трагедии создавались в Греции до позднеримского и византийского времени (несохранившиеся трагедии Аполлинария Лаодикийского, византийская компилятивная трагедия «Страждущий Христос»).